# بلانكا إيبانيز
بلانكا إيبانيز (من مواليد 17 أغسطس 1947) هي سكرتيرة فنزويلية خاص وأرملة الرئيس السابق خايمي لوسينشي. هي ابنة ماريا ديل روزاريو بينيا وكارلوس خوليو إيبانيز.

## السيرة الشخصية
في سن مبكرة للغاية انتقلت إيبانيز مع والدتها إلى كاراكاس، حيث أدت وظائف مختلفة واستعدت لتكون سكرتيرة، مما سمح لها في النهاية بالحصول على وظيفة في مجلس النواب بالكونغرس الوطني. عملت في الفصيل البرلماني لحزب العمل الديمقراطي، الذي كان زعيمه البرلماني في ذلك الوقت النائب خايمي لوزينشي، الذي انتخب لاحقًا رئيسًا للجمهورية للفترة 1984-89.
عندما بدأت حكومة خايمي لوسينشي في فبراير 1984 تم تعيينها «سكرتيرة خاصة» لرئاسة الجمهورية. أثار هذا التصنيف العديد من ردود الفعل في الرأي العام. قال العديد من منتقديها إن إيبانيز تتمتع بدرجة عالية من السلطة التقديرية داخل الحكومة.
بعد انتهاء رئاسة لوسينشي انتقلت إلى الولايات المتحدة وتزوجته في مدينة نيويورك في 11 سبتمبر 1991. وهناك أسست وأدارت مجلة نساء في العمل للتنديد بالاعتداء الجنسي على النساء، كما أدارت مؤسسة سيلاك، التي أنشأها الرئيس السابق لوزينشي.
في عام 1998 حوكمت بتهمة الفساد في عهد لوزينشي. برأتها محكمة العدل العليا في فنزويلا فيما بعد. ومن بين السياسيين الآخرين المتورطين في القضية خوسيه أنخيل سيليبرتو وخورخي موغنا سالازار.
اعتبارًا من عام 2017 عاشت في كوستاريكا، حيث حصلت على الجنسية الكوستاريكية. مثلت إيبانيز الجمعية الدولية لحقوق الإنسان ومقرها فرانكفورت ألمانيا.